# 알레시아 바렐라
알레시아 바렐라(Alessia Barela, 1974년 6월 13일 ~ )는 이탈리아의 배우이다.

## 출연 작품
- 세븐 데이즈 (2016)
- 나와 그녀 (2015)
- 어 파이브 스타 라이프 (2013)
- 썸머 게임 (2011)